# رجل الوميض (فلم)
رجل الوميض (بالإنجليزية: The Glimmer Man) فيلم كوميدي شرطي أمريكي تم إصداره عام 1996 من إخراج جون جراي و إنتاج ستيفن سيغال. البطولة كينن آيفوري , بوب جنتون , براين كوكس.

## ملخص قصة
يضطر شرطيان للعمل سويا لحل سلسلة من عمليات القتل الغامضة من قبل قاتل يلقب بـ «رجل العائلة».

## روابط خارجية
مقالات تستعمل روابط فنية بلا صلة مع ويكي بيانات